# Leon of the Table D'hote
Leon of the Table D'hote er en amerikansk stumfilm fra 1910.